# Thalictrum alpinum
Thalictrum alpinum es una especie de plantas de la familia Ranunculaceae

## Descripción
Pequeña, delicada, perenne, con espiga simple laxa de pequeñas florecillas moradas, que brotan en un tallo delgado afilo 5-20 cm aproximadamente. Pétalos de 3 mm; estambres mucho más largos con filamentos violeta pálido y anteras amarillas. Hojas basales, de largo pecíolo, 2 veces trilobuladas. Florece a final de primavera y en verano.

## Distribución y hábitat
En Europa  de norte a sur, en praderas de secano rocosas, especialmente en las montañas.

## Taxonomía
Thalictrum alpinum fue descrita por Carolus Linnaeus y publicado en Species Plantarum 1: 545. 1753.
Etimología
Thalictrum: para conocer el significado del nombre del género hay que remontarse a Dioscórides (40-90), médico griego, botánico y farmacéutico que practicaba en Roma, o Plinio el Viejo (23 - 79), escritor naturalista romano, tanto en la forma de "thalictron" indica que estas plantas probablemente tienen su floración temprana de ( "thallein" = revivir, y de "ictar" = pronto). El nombre científico de esta especie, actualmente aceptada, fue propuesto por Carl von Linné (1707 - 1778) biólogo y escritor sueco, considerado el padre de la moderna clasificación científica de los seres vivos, en la publicación "Species Plantarum" en 1753.
alpinum: epíteto latino que significa "alpino, de las montañas".
Sinonimia
- Thalictrum cheilanthoides Greene
- Thalictrum duriusculum Greene
- Thalictrum elegantulum Greene
- Thalictrum leiophyllum Greene
- Thalictrum monoense Greene
- Thalictrum scopulorum Greene
- Thalictrum subspensum Greene[4]